# Wurftechnik (Kampfsport)

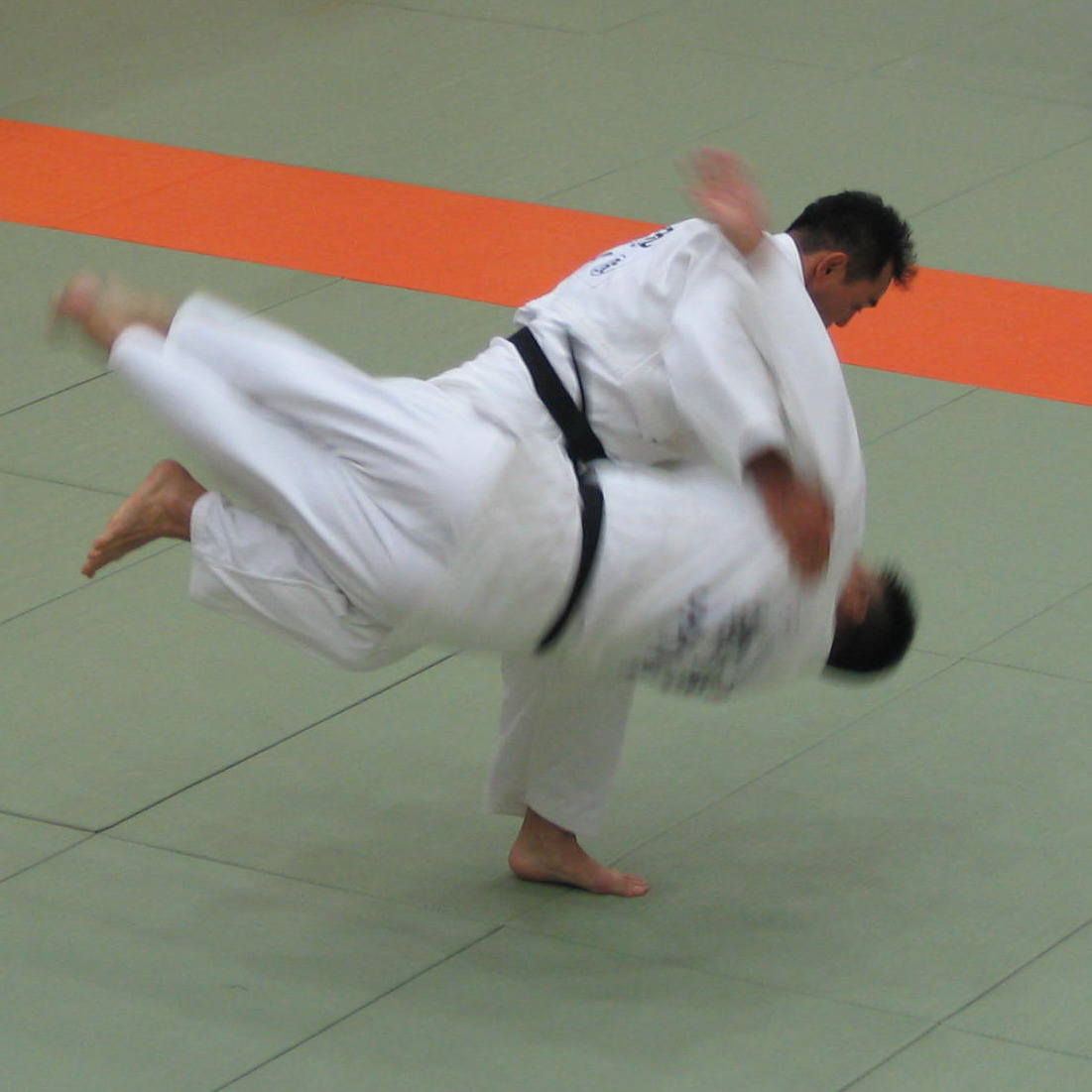
Wurf im Judo

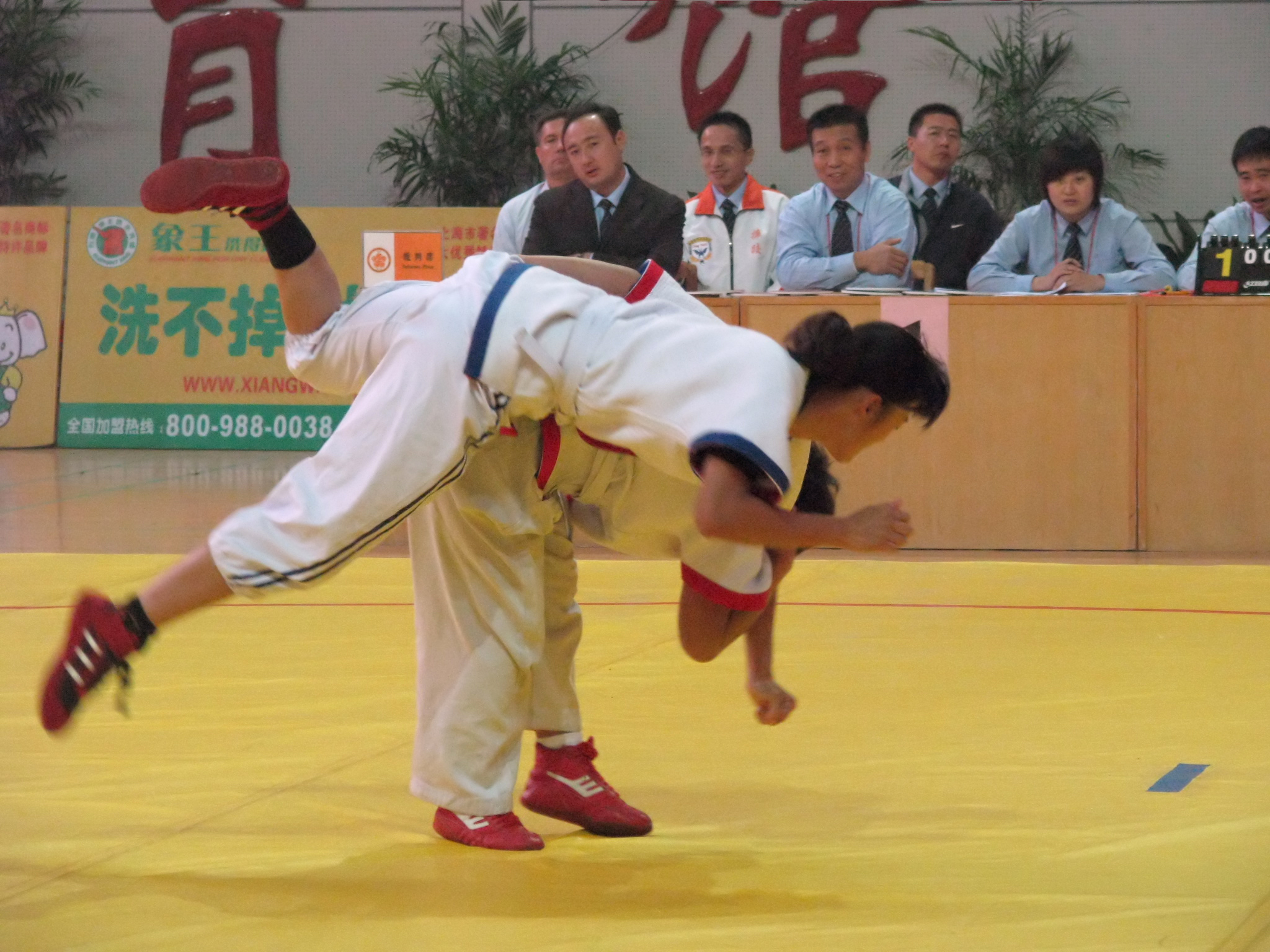
Wurf im Shuaijiao

Als Wurftechnik wird in den Kampfkünsten und im Kampfsport eine Technik (jap. Nage waza, engl. Throw) bezeichnet, bei welcher der Gegner geworfen wird.
Generell sind Würfe sogenannte Takedowns. Der Begriff des Takedowns umreisst das  „generelle“ zu Boden Bringen des Gegners.
Dies muss jedoch nicht zwangsläufig durch einen Wurf geschehen. Andere Arten von Takedowns wären etwa Sweeps, beispielsweise der Spinning Kick, Leg Trips oder Double Leg Takedowns.
Es handelt sich also bei Würfen um eine „Untergruppe“ des Takedowns.
Die verschiedenen Wurftechniken lassen sich grob in Voll- und Halbwürfe unterteilen. Wurftechniken gehören zum Grappling.

## Halbwürfe
Halbwürfe sind Wurftechniken, bei denen mindestens ein Fuß des Geworfenen nicht den Boden bei der Ausführung der Technik verlässt. Je nach Krafteinsatz kann ein Halbwurf jedoch auch zu einem Vollwurf werden. Beispiele für Halbwürfe aus Aikidō, Jiu Jitsu, Judo und Karate sind:
- Ashi-Barai
- Irimi nage (Aikido)
- Juji-Garami (Aikido)
- Kaiten-Nage (Aikido)
- Kokyū-Nage (Aikido)
- Ko-Soto-Gari
- Ko-Uchi-Gari
- O-Soto-Gari
- O-Uchi-Gari
- Shihō nage (Aikido)
- Tenchi-Nage (Aikido)
- Ude-Kime-Nage (Aikido)
- Kote gaeshi (Aikido)

## Vollwürfe
Bei Vollwürfen verliert der geworfene Gegner vorübergehend jeglichen Bodenkontakt. Beispiele aus Aikido und Judo sind:
- Aiki goshi (Aikido)
- Aiki-Otoshi (Aikido)
- Kata-Guruma
- Koshi-Nage (Aikido)
- O-Goshi
- O-Soto-Otoshi
- Sasae-tsuri-komi Ashi
- Seoi-Nage
- Sumi-Otoshi (Aikido)
- Tomoe-Nage